# Lac Lillooet
Le lac Lillooet est un lac de Colombie-Britannique d'une longueur de 25 km et d'une superficie de 33,5 km2. Il se trouve à 95 km après la source de la Lillooet qui s'y jette.
Juste à côté de l'embouchure de la Lillooet se trouve l'embouchure de la rivière Birkenhead (en) et juste en amont celle de la Green River, qui commence à Green Lake dans la région de Whistler.
La ville de Pemberton est à environ 12 km en amont du commencement du lac. Ce dernier constitue également la limite est de la réserve indienne de Mount Currie
Le parc provincial Garibaldi donnent sur le lac Lillooet depuis l'ouest, tandis qu'à l'est se trouvent les chaînons septentrionaux des Lillooet Ranges (en).
Le lac Lillooet fait partie de la "Route des Lacs" ou Douglas Road (en), il servit de voie de passage lors de la ruée vers l'or du canyon du Fraser. À cette époque, plusieurs bateaux à vapeur et des petites embarcations innombrables desservaient le fret et le trafic passagers . Le plus connu et le plus important d'entre eux était le SS prince de Galles.

## Source
- (en) Cet article est partiellement ou en totalité issu de l’article de Wikipédia en anglais intitulé « Lillooet Lake » (voir la liste des auteurs).